# Goldene Straße

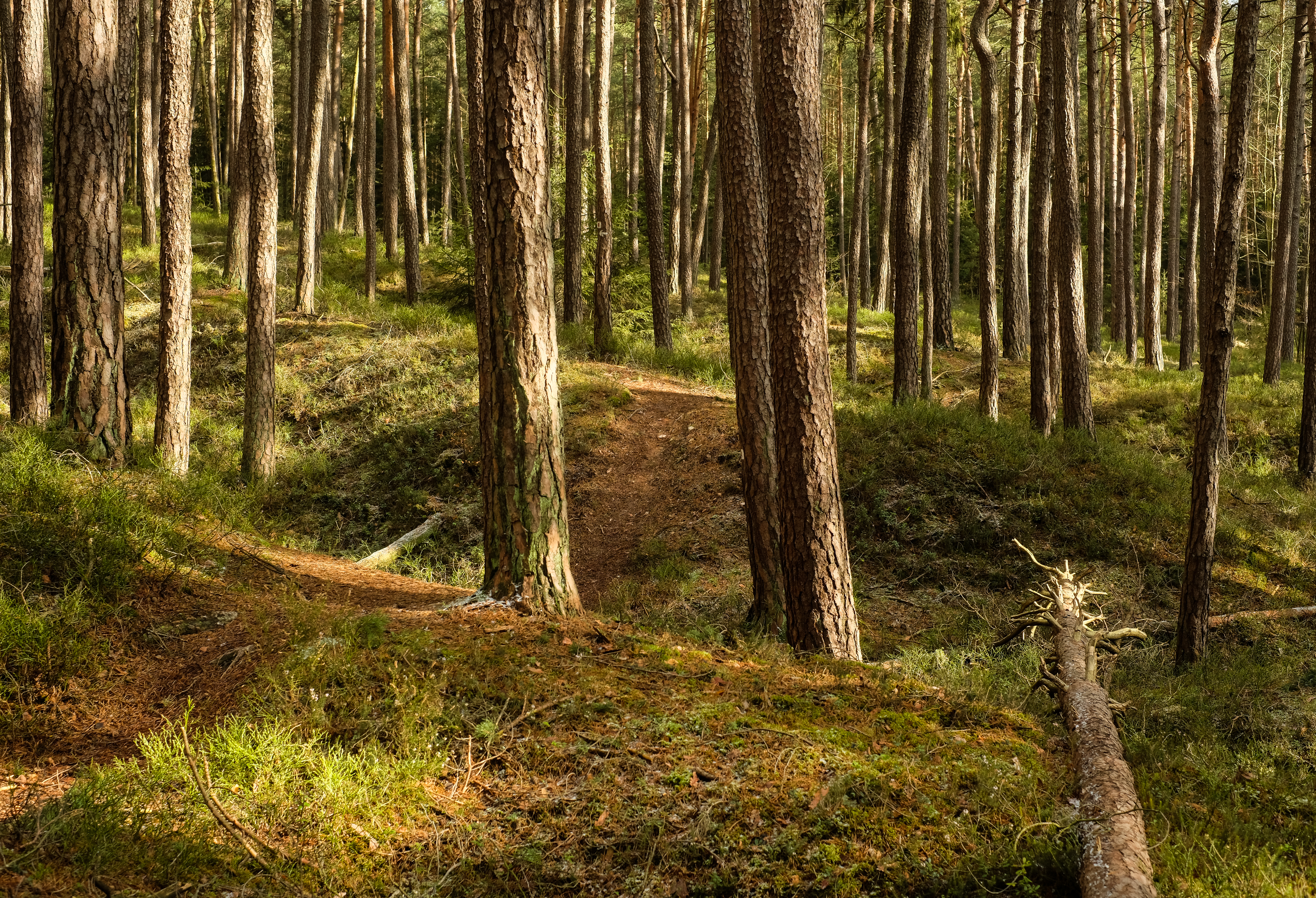
Hohlwegebündel der Goldenen Straße, Bodendenkmal bei Hirschau

Als Goldene Straße wird eine Landverbindung zwischen Nürnberg und Prag bezeichnet. Die Bezeichnung gulden straß lässt sich seit 1513 für verschiedene spätmittelalterliche Handelswege nachweisen. Der Ursprung des Namens wird auf Karl IV. zurückgeführt, dem an einer territorialen Verbindung zwischen seinen böhmischen Stammlanden und den Reichsstädten Nürnberg und Frankfurt gelegen war. 
Auf Deutscher Seite folgt die B 14 zwischen Nürnberg und Hirschau in etwa dem Verlauf des alten Weges. Hinter Hirschau biegt der Weg nördlich von der B 14 ab und verlief über Kohlberg und Weiden bis zur heutigen Staatsgrenze hinter Bärnau.
Aus Tschechischer Sicht folgt die Dálnice 5 zwischen Prag und Pilsen in etwa dem Verlauf des alten Weges. Hinter Pilsen verlief der Weg nördlicher als die D 5, über Mies und Tachau bis zur heutigen Staatsgrenze.
Indem die direkteste Ost-West-Linie zwischen Nürnberg und Prag verlassen wurde („Verbotene Straße“ über Waidhaus-Rozvadov/Roßhaupt), blieb der Weg innerhalb des Königreiches Böhmen (im sogenannten Neuböhmen).
Die BAB 6 als Teil der Europastraße 50 wird als Via Carolina bezeichnet und kommt heute der direkten Ost-West-Verbindung am nächsten.
Der sogenannte Goldene Steig bezeichnet eine weitere historische Verbindung, die weiter südlich über/durch den Böhmerwald nach Böhmen führt.

## Geschichte
Die Goldene Straße war seit dem 13. Jahrhundert der wichtigste Handelsweg zwischen Nürnberg und Prag. Die Route liegt auf einer schon in vorgeschichtlicher Zeit benutzten Verbindung. Ihre große Zeit begann jedoch unter Kaiser Karl IV. als Verbindung zwischen Böhmen und dem Westen des Reichs.

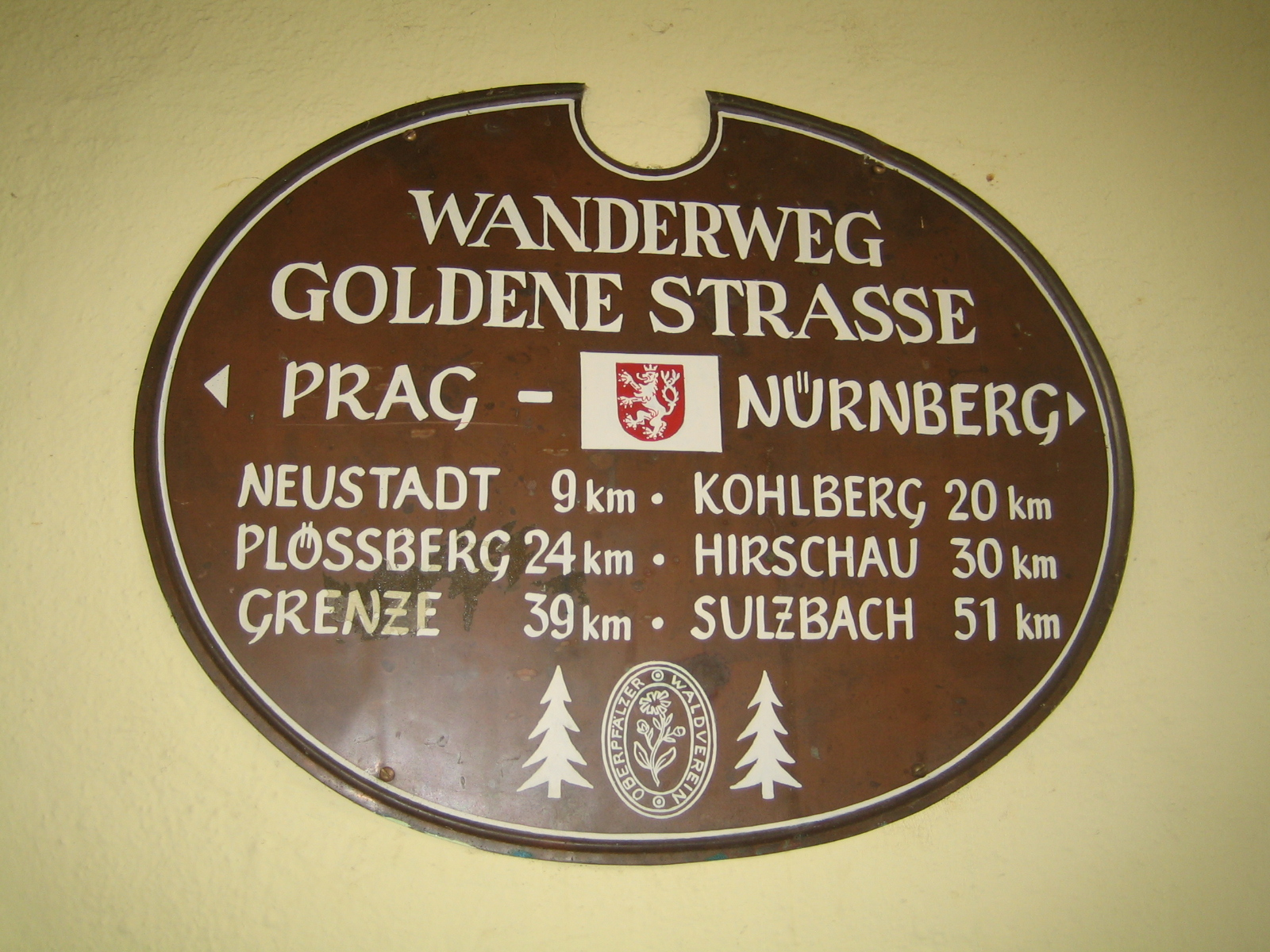
Wanderweg Goldene Straße Schild in der Altstadt von Weiden i.d.OPf.

Durch Kauf, Heirat, Verpfändung, Erbschaft und Diplomatie hatte Karl IV. in den fünfziger und sechziger Jahren des 14. Jahrhunderts von den Wittelsbachern umfangreiche Gebiete in der „Oberen Pfalz“ erworben und unterstellte diese 1355 der böhmischen Krone.  Das Gebiet wurde nun als Neuböhmen bezeichnet. Vor der Zeit Karls IV. handelte es sich dabei um zerrissenes Territorium mit vielen Besitzern. Dadurch gewann er eine Landbrücke zwischen seinen böhmischen Stammlanden und der Reichsstadt Nürnberg. Die Verbindung Nürnberg-Prag sollte durch eine Straße hergestellt werden, die fast ausschließlich auf neuböhmischem und böhmischem Gebiet verlief. Durch die Landerweiterung konnte Karl IV. sicher und ohne Zoll zu bezahlen von Prag nach Nürnberg gelangen. Das bot ihm auch Gelegenheit zu repräsentieren und eine gute Möglichkeit, Volksnähe zu zeigen. Zudem gewährleistete die Verbindung dem Kaiser eine bequeme und kostengünstige Reise zu seinen luxemburgischen Hausmachtgütern, weshalb die Route eigentlich von Prag bis Luxemburg konzipiert war.
Die Bedeutung der Straße wird auch an dem militärischen Schutz der Straße deutlich: Zahlreiche Pflegamtssitze und Burgen säumten ihren Weg. Dennoch gab es ab und zu auch Berichte über Überfälle, so wurde 1395 eine Straßburger Gesandtschaft bei Tachau gefangen und eine andere bei Bärnau beraubt. Spätmittelalterliche Handelswegebestanden hinterließen hauptsächlich Spuren, welche die Wagen mit der Zeit geschaffen hatten.

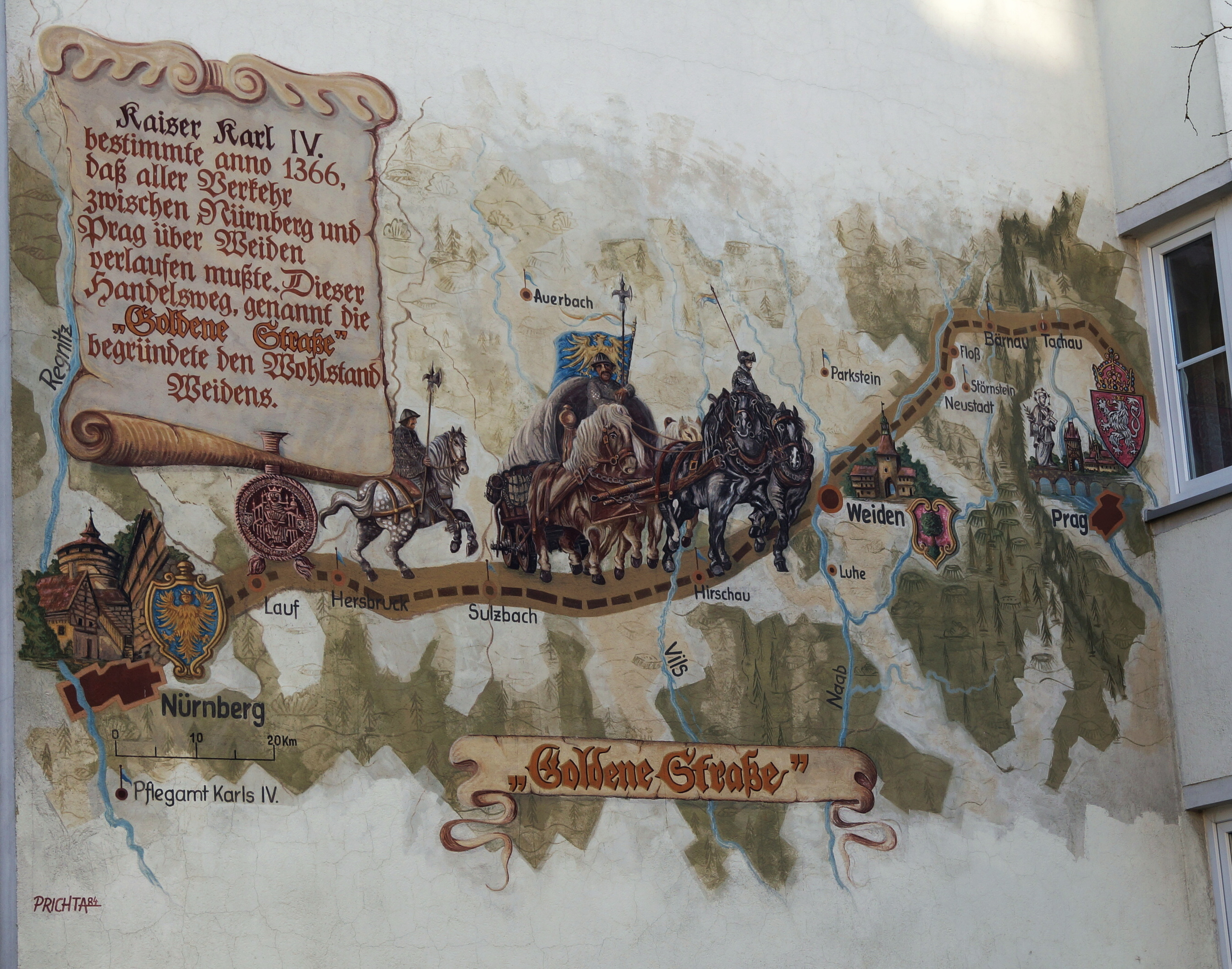
Wandmalerei Goldene Straße (Weiden, Königstraße 15).

Karl IV. erklärte diese Straße zur Reichsstraße und verfügte, dass nur auf ihr die böhmischen Könige ihren Weg zu den Reichstagen und Königswahlen nehmen sollten. Er selbst reiste 52 mal auf der Goldenen Straße, was ihm und seiner Familie auch die Gelegenheit bot, in der Öffentlichkeit aufzutreten und sich zu präsentieren.
Entlang der Goldenen Straße wurden zahlreiche Burgen und Amtssitze angelegt, die berührten Orte erfuhren erhebliche Förderung und Privilegienzuwendungen (Stadterhebungen, Zollfreiheiten, Bergwerksrechte, Geleitrechte usf.)
Neben der politischen war die Goldene Straße auch von großer wirtschaftlicher Bedeutung. Aus Böhmen kamen auf ihr Häute, Wachs, Gewürze, Kupfer, Zinn, Eisen, Heringe, Talg, Schinken, Salz, Loden und Ochsen. Nach Böhmen wurden geliefert flandrische Tuche, Sämereien, Getreide, Wein, Wolle und Eisenwaren. Auch die Deutsche Hanse, der bedeutendste Wirtschaftsbund des Mittelalters und der frühen Neuzeit, benutzte die Goldene Straße als Handelsweg.
Aber nicht nur Zeugin von Politik und Wirtschaft war die Goldene Straße, auch ein Reformator der Religion zog einst auf ihr dahin: 1414 begab sich Jan Hus von seinem heimatlichen Böhmen zum Konzil nach Konstanz, wo er auf dem Scheiterhaufen endete. Seine Anhänger, die sich als seine Rächer verstanden, benutzten sie für kriegerische Zwecke. Auf ihren Feldzügen, die sie ironisch „liebliche Reisen“ nannten, fielen sie mehrmals in der Oberpfalz ein und verbreiteten Angst und Schrecken. Die deutschen Heere, die sich ihnen entgegenstellten, marschierten zwischen 1422 und 1430 dreimal auf der Goldenen Straße zu ihrem Sammelpunkt Weiden, von wo aus sie jedes Mal in eine vernichtende Niederlage zogen.
Diese Verbindung zwischen Böhmen und Bayern änderte zwar im Laufe der Jahrhunderte ihren Verlauf, blieb jedoch vom Spätmittelalter bis hin zum Ende des 18. Jahrhunderts die wichtigste Handels- und Verkehrsroute der beiden Königreiche.
Im 16. Jahrhundert änderte sich der Straßenverlauf: zwischen Hirschau und Mies wurde eine südliche, kürzere Route über Wernberg, Leuchtenberg, Vohenstrauß, Waidhaus, Pfraumberg und Haid gewählt. Nach dem Tod Kaiser Karls IV. gingen die Kaufleute wieder langsam dazu über, den Weg über die „Verbotene Straße“ zu wählen, da die Höhe bei Bärnau mit 712 m ein zu umständliches Hindernis darstellte, welches man umgehen wollte.
Die Bedeutung als Handelsstraße hat die Goldene Straße mit dem Fall des Eisernen Vorhangs zumindest teilweise wieder zurückgewinnen können. Die historisch gewachsene Handelsstraße lädt heute zum Radfahren und Wandern ein, etwa auf dem vom Oberpfälzer Waldverein ausgeschilderten Wanderweg zwischen Sulzbach-Rosenberg und der Landesgrenze (93 km) oder dem vom Fränkischen Albverein gepflegten Teilstück von Nürnberg nach Sulzbach-Rosenberg (58 km).

## Herkunft des Namens
Die Bezeichnung Goldene Straße ist seit 1513  die nachgewiesene Bezeichnung für den nördlichen Weg von Prag über Pilsen und Tachov durch „neuböhmisches“ Gebiet (Bärnau, Weiden, Sulzbach, Lauf) nach Nürnberg. Die Bezeichnung wurde erstmalig 1513 in einem Bericht des Bärnauer Pflegers Hans von Uttelhofen schriftlich festgehalten. Ausschlaggebend für die Namensgebung dürfte der aufblühende Handel gewesen sein. Die südliche und kürzere Wegvariante von Pilsen über Pfraumberg und Waidhaus über das Gebiet der Landgrafen von Leuchtenberg wird im späten Mittelalter auch als Verbotene Straße erwähnt. Für diese Route ist aber kein Nutzungverbot nachzuweisen, sie war allerdings nicht mit den Privilegien der nördlichen Variante ausgestattet.

## Verlauf
Nach dem Willen Karls IV. sollte die Verbindung zwischen Nürnberg und Prag durch eine Straße geschehen, die nur böhmisches Gebiet berührte. Deshalb wurde die Streckenführung genau festgelegt:
- Nürnberg war damals Reichsstadt, Karl IV. residierte in der Kaiserburg

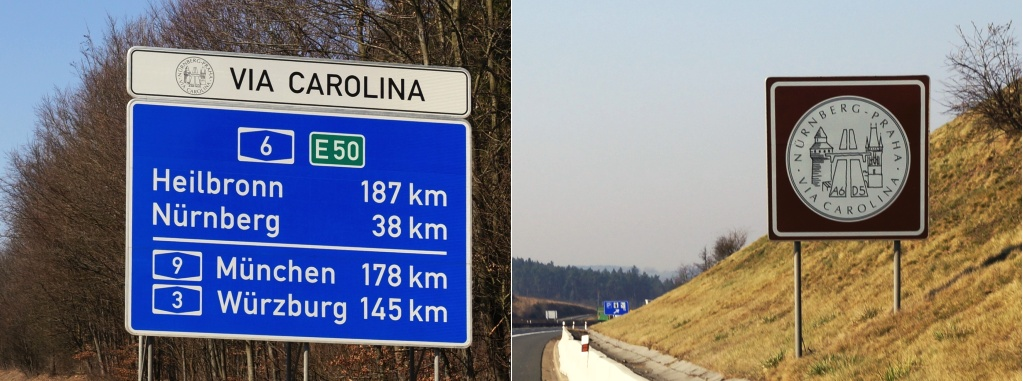
Graphische Symbole Via Carolina auf Autobahnen A6 (Deutschland) und D5 (Tschechien).

- Graphische Symbole Via Carolina auf Autobahnen A6 (Deutschland) und D5 (Tschechien).In Erlenstegen, der Grenze zwischen reichsstädtischem und „neuböhmischen“ Gebiet, war Geleitwechsel
- Lauf an der Pegnitz
- Hersbruck
- Burg Lichtenstein
- Sulzbach-Rosenberg
- Hirschau, Abzweig der „verbotenen Straße“ Richtung Wernberg-Köblitz
- Kohlberg (Oberpfalz)
- Etzenricht
- Weiden in der Oberpfalz
- Altenstadt an der Waldnaab
- Neustadt an der Waldnaab
- Püchersreuth
- Plößberg
- Bärnau
- Passhöhe 698 Meter
- Pavlův Studenec (Vorder-Paulusbrunn)
- Obora
- Lučina
- Milíře (am Brandner Hegerhaus)
- Mýto (Mauthdorf)
- vorbei am ehemaligen Schloss der Fürsten von Windisch-Grätz
- Tachov (Tachau)

Um 1490 gab es Klagen vor allem aus den Städten Tachau, Bärnau und Weiden, weil immer häufiger die südliche und Alternativstrecke zwischen Hirschau und Stříbro (Mies) über
- Wernberg-Köblitz
- Leuchtenberg
- Waidhaus
- Passhöhe 698 Meter
- Přimda (Pfraumberg)

benutzt wurde.
Der weitere Verlauf:
- Stříbro (Mies)
- Plzeň (Pilsen)
- Beroun (Beraun)
- Burg Karlštejn (Karlstein)
- Praha (Prag)

In der ersten deutschen Straßenkarte des Nürnberger Kartographen Erhard Etzlaub aus dem Jahr 1501 hingegen ist der Weg über Weiden und Bärnau immer noch als einzige Verbindung zwischen Nürnberg und Prag eingezeichnet. Etzlaub stützte sich dabei sicherlich auf die Angaben Nürnberger Handelsleute.
Die Verlängerung der Goldenen Straße von Nürnberg in die Reichsstadt Frankfurt a. Main (Variante):
Wilhermsdorf – Emskirchen – Neustadt a.d.Aisch – Markt Bibart – Markt Einersheim – Iphofen – Mainbernheim – Kitzingen – Rottendorf – Würzburg/Heidingsfeld – Kist – Warmbrunn – Homburg a.Main – Kreuzwertheim-Hasloch – Wertheim – Schollbrunn – Rohrbrunn – Hessenthal – Oberbessenbach – Haibach – Aschaffenburg – Babenhausen – Seligenstadt – Sachsenhausen/Frankfurt am Main